# Crowthorne
Crowthorne è una cittadina di 24 082 abitanti della contea del Berkshire, in Inghilterra.
A Crowthorne si trova il Wellington College, uno dei più prestigiosi istituti superiori inglesi.